# Robertsholm
Robertsholm – miejscowość (tätort) w Szwecji, w regionie administracyjnym (län) Gävleborg, w gminie Hofors.
Według danych Szwedzkiego Urzędu Statystycznego liczba ludności wyniosła: 415 (31 grudnia 2015), 405 (31 grudnia 2018) i 398 (31 grudnia 2019).